# ميرايتوا وسوميتي
ميرايتوا (باليابانية: ミライトワ) و سوميتي (باليابانية: ソメイティ) هما التميمتان (جالبي الحظ) الرسميتان لدورة الألعاب الأولمبية الصيفية 2020 والألعاب البارالمبية الصيفية 2020 في طوكيو، وهما روبوتان، وميرايتوا تعني في اليابانية المستقبل الأبدي وسوميتي هي نوع من أزهار الكرز (ساكورا باللغة اليابانية).